# Shelby Rogers
Shelby Rogers (* 13. Oktober 1992 in Mount Pleasant, South Carolina) ist eine ehemalige US-amerikanische Tennisspielerin.

## Karriere
Rogers, die sich ebenso gut eine Karriere als Hockey-Spielerin hätte vorstellen können, sich dann aber wie ihre ältere Schwester Sabra für Tennis entschieden hat, debütierte 2009 auf dem ITF Women’s Circuit. 2010 gewann sie den Einzeltitel bei den nationalen Tennismeisterschaften der Juniorinnen und wurde dafür vom US-amerikanischen Tennisverband mit einer Wildcard für das Hauptfeld der US Open belohnt, wo sie jedoch in der ersten Runde ausschied. In den Folgejahren spielte Rogers fast ausschließlich in Amerika und gewann 2012 ihren ersten Profititel bei einem Turnier der $50.000-Kategorie und erreichte bei einem weiteren das Endspiel. Im selben Jahr ging sie in Québec zudem erstmals in der Qualifikation zu einem WTA-Turnier an den Start, scheiterte jedoch in der zweiten Runde.
2013 trat Rogers erstmals auch bei Turnieren in Europa in Erscheinung und gewann nach gelungener Qualifikation in Straßburg ihr erstes Match in einem WTA-Hauptfeld. Bei den anschließend stattfindenden French Open erhielt sie von ihrem Tennisverband erneut eine Wildcard und überstand nach durch einen Sieg gegen Irena Pavlovic zum ersten Mal die zweite Runde eines Grand-Slam-Turniers. Auch auf der amerikanischen ITF Tour war Rogers mit drei weiteren Turniersiegen, davon zwei der $50.000-Kategorie sowie einem der $75.000-Kategorie erfolgreich.
Nach einer schwachen ersten Saisonhälfte 2014, in der sie zwischenzeitlich neun Partien in Folge verloren hatte, erreichte Rogers in Bad Gastein aus der Qualifikation heraus ihr erstes WTA-Finale, in dem sie sich Andrea Petkovic geschlagen geben musste. Beim Rogers Cup in Montreal errang sie danach gegen Eugenie Bouchard in der zweiten Runde ihren ersten Sieg gegen eine Spielerin aus den Top 10 und zog ins Achtelfinale des Premier 5-Turniers sowie in der Woche darauf in die Top 100 der Tennisweltrangliste ein. In Québec konnte sie daraufhin noch einmal in ein WTA-Halbfinale einziehen. 2015 konnte Rogers ihre Erfolge aus dem Vorjahr nicht verteidigen und fiel im Ranking wieder zurück. Trotzdem erreichte sie als Qualifikantin bei den US Open erstmals die dritte Runde eines Grand-Slam-Turniers. Im Doppel konnte sie an der Seite ihrer Landsfrau Irina Falconi in Bogotá ihr erstes WTA-Finale erreichen. Die beiden verloren das Endspiel jedoch gegen Paula Cristina Gonçalves und Beatriz Haddad Maia.
Anfang 2016 präsentierte sich Rogers wieder in besserer Verfassung und rückte in Rio de Janeiro in ihr zweites WTA-Finale vor, das sie gegen Francesca Schiavone verlor. Nach einer weiteren Periode früher Turnierniederlagen, erlebte sie dann bei den French Open, in denen sie unter anderem nach einem Erfolg über Petra Kvitová bis ins Viertelfinale kam und dort erst von der späteren Siegerin Garbiñe Muguruza gestoppt werden konnte, ihren endgültigen Durchbruch. Von da an spielte Rogers ausschließlich auf der WTA Tour, hatte ihre besten Resultate 2017 aber vor allem bei den Grand-Slam-Turnieren. So schlug sie zum Auftakt der Australian Open mit Simona Halep erstmals eine Top-5-Spielerin und erreichte bei den French Open, Wimbledon sowie den US Open jeweils die dritte Runde.
2018 konnte Rogers aufgrund einer Knieverletzung nur zwei Partien bestreiten und gab erst im April 2019 in Charleston ihr Comeback. Zurück auf der ITF Tour gewann sie in der zweiten Saisonhälfte ein Turnier der $60.000-Kategorie und erzielte das Finale eines weiteren der $80.000-Kategorie und kämpfte sich somit in der Weltrangliste langsam wieder nach oben. Vor der coronabedingten Saisonunterbrechung holte sie mit dem Sieg beim ITF-Turnier der $100.000-Kategorie in Midland nach Finalrückzug von Anhelina Kalinina ihren bislang größten Titel. Bei der Wiederaufnahme der Saison in Lexington schlug Rogers mit Serena Williams zum vierten Mal eine Spielerin aus den Top 10 und stieß vor ins Halbfinale ein. Anschließend gelang ihr bei den US Open nach mehr als drei Jahren wieder der Einzug in ein Grand-Slam-Viertelfinale, in dem sie der späteren Siegerin Naomi Ōsaka unterlag. Durch die starken Ergebnisse kehrte sie wieder unter die Top 100 der Weltrangliste zurück, was ihr ermöglichte, in den Hauptfeldern aller großen Turniere zu starten.
2021 hatte Rogers dann auch ihre bislang stärkste und abgesehen von einer Schwächeperiode auf Sandplatz auch ihre konstanteste Saison, in der sie das Achtelfinale der Australian Open sowie nach einem Sieg über die Weltranglistenführende Ashleigh Barty auch der US Open erreichte. Bei den French Open rückte sie gemeinsam mit Petra Martić erstmals ins Viertelfinale der Doppelkonkurrenz eines Grand-Slam-Turniers vor. Außerdem stand sie im Viertelfinale der Yarra Valley Classic in Melbourne und erzielte zum Jahresausklang in Indian Wells ihre erste Viertelfinalteilnahme bei einem Turnier der Premier Mandatory-Kategorie. Zum Beginn der Saison 2022 errang Rogers nach ihrem bis dahin sechsten Top-10-Erfolg gegen Maria Sakkari in Adelaide ein weiteres Premier-Viertelfinale sowie bei den Australian Open erneut an der Seite von Petra Martić zum zweiten Mal ein Grand-Slam Viertelfinale im Doppel. Vor dem Turnier wurde Rogers auf Platz 36, ihrer bislang höchsten Position in der Weltrangliste geführt.
2017 gab Rogers beim 4:0-Erfolg im Viertelfinale gegen Deutschland ihren Einstand für die Fed-Cup-Mannschaft der Vereinigten Staaten. Auch im Fed-Cup-Endspiel, das die USA mit 3:2 gegen Belarus gewannen, kam Rogers zum Einsatz und gewann gemeinsam mit Coco Vandeweghe das entscheidende Doppel. Bei insgesamt fünf Partien, die Rogers bisher für ihr Land bestritten hat, war sie zweimal siegreich (Einzelbilanz 0:2).
Im August 2024 kündigte sie an, ihre Karriere nach den US Open 2024 zu beenden. Ihr letztes Match spielte sie in der ersten Runde gegen Jessica Pegula, das sie in zwei Sätzen verlor.

## Turniersiege

### Einzel
| Nr. | Datum              | Turnier         | Kategorie   | Belag             | Finalgegnerin     | Ergebnis       |
| --- | ------------------ | --------------- | ----------- | ----------------- | ----------------- | -------------- |
| 1.  | 15. Juli 2012      | Yakima          | ITF $50.000 | Hartplatz         | Samantha Crawford | 6:4, 6:73, 6:3 |
| 2.  | 28. April 2013     | Charlottesville | ITF $50.000 | Sand              | Allie Kiick       | 6:3, 7:5       |
| 3.  | 28. Juli 2013      | Lexington       | ITF $50.000 | Hartplatz         | Julie Coin        | 6:4, 7:63      |
| 4.  | 22. September 2013 | Albuquerque     | ITF $75.000 | Hartplatz         | Anna Tatischwili  | 6:2, 6:3       |
| 5.  | 29. September 2019 | Templeton       | ITF W60     | Hartplatz         | Coco Vandeweghe   | 4:6, 6:2, 6:3  |
| 6.  | 9. Februar 2020    | Midland         | ITF W100    | Hartplatz (Halle) | Anhelina Kalinina | kampflos       |

### Doppel
| Nr. | Datum        | Turnier    | Kategorie   | Belag     | Partnerin           | Finalgegnerinnen            | Ergebnis          |
| --- | ------------ | ---------- | ----------- | --------- | ------------------- | --------------------------- | ----------------- |
| 1.  | 7. Juli 2012 | Denver     | ITF $50.000 | Hartplatz | Marie-Eve Pelletier | Laureen Embree Nicole Gibbs | 6:3, 3:6, [12:10] |
| 2.  | 3. Juni 2015 | Eastbourne | ITF $50.000 | Rasen     | Coco Vandeweghe     | Jocelyn Rae Anna Smith      | 7:5, 7:61         |

## Abschneiden bei Grand-Slam-Turnieren

### Einzel
| Turnier         | 2010 | 2011 | 2012 | 2013 | 2014 | 2015 | 2016 | 2017 | 2018 | 2019 | 2020 | 2021 | 2022 | 2023 | 2024 | Karriere |
| --------------- | ---- | ---- | ---- | ---- | ---- | ---- | ---- | ---- | ---- | ---- | ---- | ---- | ---- | ---- | ---- | -------- |
| Australian Open | —    | —    | —    | Q1   | Q2   | 1    | —    | 2    | 1    | —    | 1    | AF   | 1    | 2    | 1    | AF       |
| French Open     | —    | —    | —    | 2    | 1    | 1    | VF   | 3    | —    | 2    | 1    | 1    | 3    | 1    | —    | VF       |
| Wimbledon       | —    | —    | —    | Q1   | Q3   | 1    | 1    | 3    | —    | 1    |      | 3    | 1    | 1    | —    | 3        |
| US Open         | 1    | —    | Q2   | 1    | 2    | 3    | 2    | 3    | —    | Q1   | VF   | AF   | 3    | —    | 1    | VF       |

Zeichenerklärung: S = Turniersieg; F, HF, VF, AF = Einzug ins Finale / Halbfinale / Viertelfinale / Achtelfinale; 1, 2, 3 = Ausscheiden in der 1. / 2. / 3. Hauptrunde; Q1, Q2, Q3 = Ausscheiden in der 1. / 2. / 3. Qualifikationsrunde; nicht ausgetragen

### Doppel
| Turnier         | 2013 | 2014 | 2015 | 2016 | 2017 | 2018 | 2019 | 2020 | 2021 | 2022 | 2023 | 2024 | Karriere |
| --------------- | ---- | ---- | ---- | ---- | ---- | ---- | ---- | ---- | ---- | ---- | ---- | ---- | -------- |
| Australian Open | —    | —    | 2    | —    | 1    | —    | —    | —    | 1    | VF   | 1    | —    | VF       |
| French Open     | —    | —    | 1    | —    | 1    | —    | 2    | 2    | VF   | 1    | 2    | —    | VF       |
| Wimbledon       | —    | —    | —    | 2    | 1    | —    | 1    |      | 2    | 2    | —    | —    | 2        |
| US Open         | 1    | 1    | —    | 2    | 1    | —    | —    | AF   | 2    | —    | —    | 2    | AF       |